# Escut i bandera de Sumacàrcer
L'escut i la bandera Sumacàrcer són els símbols representatius de Sumacàrcer, municipi del País Valencià, a la comarca de la Ribera Alta.

## Escut heràldic
L'escut oficial de Sumacàrcer té el següent blasonament:
| « | Escut ibèric amb la boca redona i partit. Al primer quarter, en camper d'or, un pi de sinople, terrassat del mateix color; en bordura d'or, vuit escudets de gules partits, al primer una ala d'or, i al segon, mitja flor de lis del mateix metall. Al segon quarter, en camper d'atzur, un mont d'or superat per un castell d'argent, aclarit de sable. Per timbre, una corona reial oberta. | » |

## Bandera
La bandera oficial de Sumacàrcer té la següent descripció:
| « | Bandera de proporcions 2:3. Partida. Onada per meitat horitzontal. La primera meitat de blanc, la segona blava, al centre un castell d'argent aclarit de sable sobre un mont d'or. | » |

## Història
L'escut va ser aprovat per Resolució de 27 de novembre de 1991, del conseller d'Administració Pública, publicada al DOGV núm. 1.713, de 30 de gener de 1992.
A la primera partició de l'escut apareixen les armes dels Crespí de Valldaura, antics senyors del poble des del 1433 i fins al segle xix, i des del 1663 comtes de Sumacàrcer. A la segona partició, un senyal parlant referent a l'etimologia del topònim àrab, que significaria «el castell de dalt», i alhora una al·lusió al turó i el castell de Penya-roja, origen de la localitat.
La bandera va ser aprovada per Resolució d'1 de desembre de 2005, del conseller de Justícia, Interior i Administracions Públiques; i publicada en el DOCV núm. 5.172, de 9 de gener de 2006.